# 寺崎美保子
寺崎 美保子（てらさき みほこ、1974年7月17日 - ）は、IR研究家、ポーカー実況アナウンサー、パズル作家、POKER×POKER 元公認プレイヤー。愛称「てらこ」。神奈川県横浜市生まれ。血液型B Rh-型。
てらこヘリテージ株式会社代表取締役。
その他、新橋ハサウェイ（アミューズメントポーカーサロン）オーナー、Tram Queens Japan（国内最大ポーカーレディースチーム）共同代表、NPO法人 知育ゲーム協会アドバイザー、日本将棋連盟いろは支部 女性会員、かぞの会（俳句）俳号：遊希（ゆうき）。

## 経歴
父は英米文学を教える大学教授、母は元中学校の音楽教諭と教育一家に育つ。両親の選ばなかった分野へ進むべく、北里大学理学部化学科へ。在学中からマジシャンの弟子、ライターを経て1998年秋に「うまなりクン競馬まるごと大事典」（イースト・プレス）にて数々の連載をこなす。
2008年5月、株式会社ゼロページ（現・てらこヘリテージ株式会社）の代表取締役となり、10年のフリーランス活動にピリオドを打って現在に至る。
au公式サイト「てらこのパズル」は、初の個人名をタイトルにつけたコンテンツとしてピーク時には約１万人の有料会員がサービスを利用していた。
パズルの分野にとどまらずIR研究家として活動を始めたキッカケは、2006年にテキサスホールデム（ポーカー）を覚えたことから。海外で数々の大会へチャレンジしていくうちにカジノの世界に魅了され、その経験を活かしセミナー活動や、各メディアへの執筆活動を行っている。
趣味はクルーズ旅行。ロイヤルカリビアン、ホーランドアメリカ等、これまで10隻以上のクルーズ乗船経験を誇る。

## 主な実績

### 著書
- 人気実況者てらこの はじめてのポーカー テキサスホールデムで勝つ（KADOKAWA）
- ユニバーサル・スタジオ・ジャパン　令和　完全攻略法（KKベストセラーズ）
- ユニバーサル・スタジオ・ジャパンが最高に楽しくなる77の裏ワザ（彩図社）
- すぐにできる！ネットオークション大活用BOOK（成美文庫）
- SNSを深ーく知って長ーく楽しむための本。（ラトルズ）
- 今すぐできるバルーンアート　ひねってつくる魔法の風船（新星出版社）　他、多数

### モバイル
- パズル放題99円（docomo,au,Softbank公式）
- クイズ頭脳チェイス（モバゲー）
- クイズの王子さま（G-mode）
- てらこのパズル（au公式）
- クロスワード&てらこぶた
- てらこぶた ”出たら目” 占い　他、多数

### メディア出演経験

#### テレビ
- テレ朝「100万円クイズハンター」
- TBS「世界バリバリ★バリュー」
- 日テレ「スッキリ!!」
- テレ東「ありえへん∞世界」
- TBS「THEニュース」
- TBS「ひるおび!」
- TBS「王様のブランチ」
- テレ朝「スーパーJチャンネル」
- TBS「がっちりアカデミー!!」
- TBS「私の何がイケないの?」
- テレ東「チャージ730!」
- カンテレ「ほんわかテレビ」
- テレ東「所さんの学校では教えてくれないそこんトコロ!」他、多数

#### 雑誌
- 小学館「女性セブン」
- 小学館「Oggi」
- 扶桑社「Caz」
- 扶桑社「Yen SPA!」
- マガジンハウス「an・an」 他、多数

#### ポーカー実況アナウンサー
- AJPC（全日本ポーカー選手権）
- 夕刊フジ杯
- 東スポカップ第１回ジュニア大会
- ポーカー甲子園
- Japan Gold Dragon
- APT（マニラ大会）　他

### ポーカー関連アプリ
- Fans Poker TEAMてらこ管理（ID 10049）
- Fans Poker 新橋ハサウェイ管理（ID 11397）

### 主催＆運営トーナメント
- Terako Poker Tour（TPT）　海外ポーカートーナメント
- てらこのレッツ！オーールイン！！　国内ポーカートーナメント
- てらこ杯（コナポケにて70回以上実施）　他

### カジノ遠征実績
韓国
- パラダイス釜山（海雲台）
- パラダイスシティ（仁川）
- ウォーカーヒル（ソウル）　他

シンガポール
- マリーナベイ・サンズ
- リゾート・ワールド

フィリピン
- リゾートワールド
- シティオブドリームズ
- オカダマニラ　他

カンボジア
- ナガワールド（プノンペン）
- ラ ヴォーグ（シアヌークビル）　他

アメリカ
- ジ オーリンズ ホテル（ラスベガス）
- テニアン ダイナスティホテル（サイパン）　他

マカオ
- ベネチアン
- リスボア
- ギャラクシー　他

マレーシア
- リゾートワールド（ゲンティンハイランド）
- カジノクルーズ（ペナン）

ベトナム
- チャーリーワン（ハノイ）
- ラスベガスサンズ（モクバイ）　他

オーストラリア
- ジュピター（ゴールドコースト）　他

### クルーズ乗船実績
ホーランドアメリカ
- ザーンダム
- フォーレンダム

ロイヤルカリビアン
- レジェンド・オブ・ザ・シーズ
- ボイジャー・オブ・ザ・シーズ

コスタ
- コスタ・ビクトリア
- コスタネオロマンチカ

プリンセスクルーズ
- ダイヤモンドプリンセス
- MSC
- スタークルーズ
- 飛鳥II　他